# Порт Клинтон (Пенсилванија)
Порт Клинтон (енгл. Port Clinton) град је у америчкој савезној држави Пенсилванија.

## Демографија
По попису из 2010. године број становника је 326, што је 38 (13,2%) становника више него 2000. године.
| Група             | 2000.       | 2010.       |
| Белци             | 278 (96,5%) | 318 (97,5%) |
| Афроамериканци    | 0 (0,0%)    | 0 (0,0%)    |
| Азијати           | 0 (0,0%)    | 0 (0,0%)    |
| Хиспаноамериканци | 8 (2,8%)    | 3 (0,9%)    |
| Укупно            | 288         | 326         |